# Gymnobelideus leadbeateri
Pour les articles homonymes, voir Phalanger et Phalanger (homonymie).
Genre
Espèce
Répartition géographique
Statut de conservation UICN

 CR A2abc+3bc+4abc : 
En danger critique

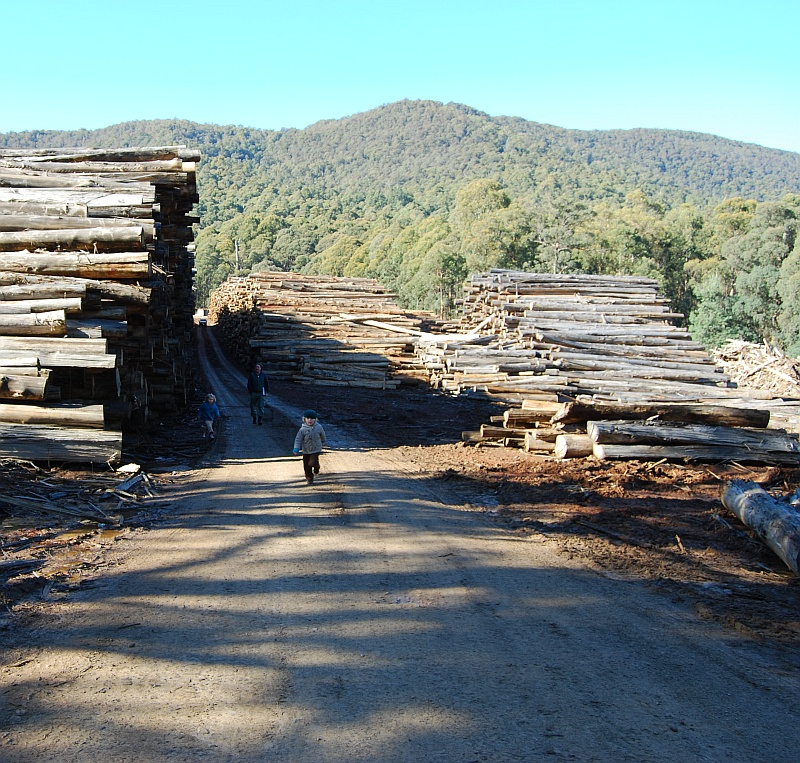
Coupes de bois dans les Central highlands de l’État de Victoria, à 50 km au Nord-est de Melbourne, où quelques spécimens de Gymnobelideus leadbeateri qu'on croyait disparu depuis 1900 ont été redécouverts en 1960

Le phalanger de Leadbeater (Gymnobelideus leadbeateri) est une espèce d'opossum de la famille des Petauridae endémique de l'Australie. C'est l'unique espèce du genre Gymnobelideus. Il doit son nom à l'ancien taxidermiste du musée d'histoire naturelle de l'État de Victoria, John Leadbeater.

## Répartition et habitat
Cette espèce est endémique à une petite zone où l'on trouve encore de vieux Eucalyptus regnans dans les montagnes du centre de l'État de Victoria, en Australie, au nord-est de Melbourne.
Il est assez commun dans ses zones d'habitat mais comme il demande des réserves de nourriture pour toute l'année et des trous pour se réfugier dans la journée ceci limite fortement son expansion. La zone où l'on rencontre cet animal étant réduite à moins de 5 000 km2, morcelée et dégradée, l'espèce est déclarée en danger.